# Tomasz Skulski
Tomasz Skulski (* 1981 in Zgorzelec) ist ein polnischer Jazzmusiker (Saxophon, Flöte) und Musikproduzent.

## Leben und Wirken
Skulski wuchs in einer musikalischen Familie auf; der Saxophonist Michal Skulski ist sein jüngerer Bruder. Ab 2003 studierte er an der Hochschule für Musik „Carl Maria von Weber“ Dresden, wo er zudem ein Aufbaustudium und Workshops bei Tony Malaby, Michael Arnold, Claudius Valk, Reiner Witzel, Rupert Stamm, Milan Svoboda und Ansgar Striepens absolvierte.
Skulski lebt seitdem in Dresden, wo er in diversen Bands wie Con Tacto Latino und Timbalatin spielte. Mehrere Alben entstanden mit der Top Dog Brass Band, mit der er 2008 auch beim North Sea Jazz Festival auftrat. Mit seinem Bruder wirkte er zunächst im Quintett Skulski Brothers, dann im Saxophonquartett Saxess. Weiterhin leitete er das New Town Swing Orchestra. Mit dem Crime Jazz Orchestra nahm er das Album Violent Cities (2020) auf. Weiterhin ist er als Theatermusiker am Gerhart-Hauptmann-Theater Görlitz-Zittau aktiv, ist Mitglied im Dresdner Salonorchester und arbeitete auch mit der Elbland Philharmonie Sachsen, dem Polizeiorchester Sachsen, den Klazz Brothers und der Combo Jazzlounge.